# Cole Sprouse
Cole Mitchell Sprouse (Arezzo, 4 de agosto de 1992) é um ator, produtor, arqueólogo e fotógrafo americano. Ele é o irmão gêmeo de Dylan Sprouse e é conhecido por seu papel como Cody Martin na série Disney Channel, The Suite Life of Zack & Cody e seu derivado The Suite Life on Deck. Em 2017, Sprouse começou a protagonizar a série de televisão Riverdale interpretando o personagem Jughead Jones. Sua atuação na série rendeu-lhe indicação ao Prêmio Saturno de Melhor Performance de um Jovem Ator em uma Série Televisiva nas edições de 2018 e 2019 da premiação, entre outros prémios.

## Biografia
Cole Mitchell Sprouse nasceu em Arezzo, Itália, de pais americanos Matthew Sprouse e Melanie Wright, enquanto lecionavam em uma escola de inglês na Toscana. Cole nasceu 15 minutos depois de seu irmão gêmeo Dylan Sprouse. Cole falou em uma entrevista em 2021 para a Warner Bros que recebeu seu nome pois seu pai gostava de nomes de origem do meio-oeste. Quatro meses após o nascimento, a família voltou para Long Beach, na Califórnia, de onde seus pais são. Sua avó materna, Jonine Booth Wright, foi uma atriz e professora de teatro que primeiro sugeriu que os meninos entrassem na indústria do entretenimento.

### Vida pessoal
Sprouse é um fã de quadrinhos e trabalhou na loja de quadrinhos Meltdown, em Los Angeles.
Sprouse começou a frequentar a Universidade de Nova Iorque em 2011, depois de adiar um ano. Inicialmente estava interessado em estudar a produção cinematográfica e televisiva, porém ele decidiu matricular-se na Escola Gallatin de Estudo Individualizado, buscando as ciências humanas e, em particular, a arqueologia. Ele se formou ao lado de seu irmão em maio de 2015. Sprouse trabalhou brevemente no campo da arqueologia, participando de escavações e realizando trabalhos de laboratório. Ele se especializou em sistemas de informação geográfica e imagens de satélite. Durante seus estudos, ele realizou escavações de verão na Europa e na Ásia. Enquanto estava no trabalho de graduação, ele desenterrou uma máscara de Dioniso em uma escavação na Bulgária.
Sprouse tem um ávido interesse em fotografia. Em 2011, ele lançou um site de fotografia pessoal e teve aulas na NYU. Ele teve trabalhos para as principais publicações de moda, incluindo Teen Vogue, L'Uomo Vogue, The Sunday Times Style e Revista W, entre outros. Em 31 de maio de 2020, Sprouse foi preso depois que ele se juntou aos protestos em Los Angeles por justiça racial após o assassinato de George Floyd.

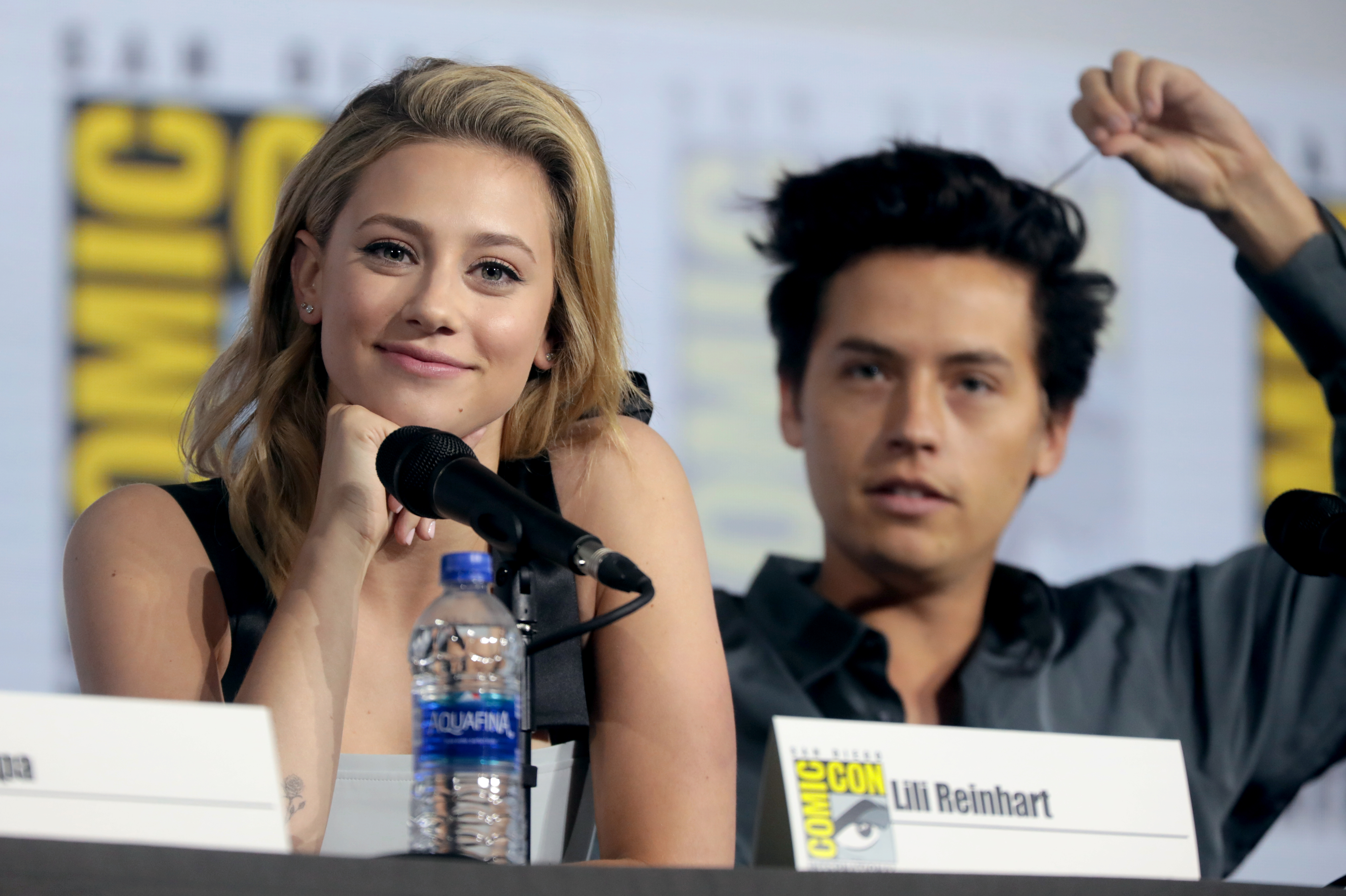
Cole e a atriz Lili Reinhart (2019)

De 2017 a 2020, ele namorou a atriz Lili Reinhart, quem conhecera durante as filmagens de Riverdale. Em 2021, ele começou a namorar a modelo Ari Founier.

## Carreira

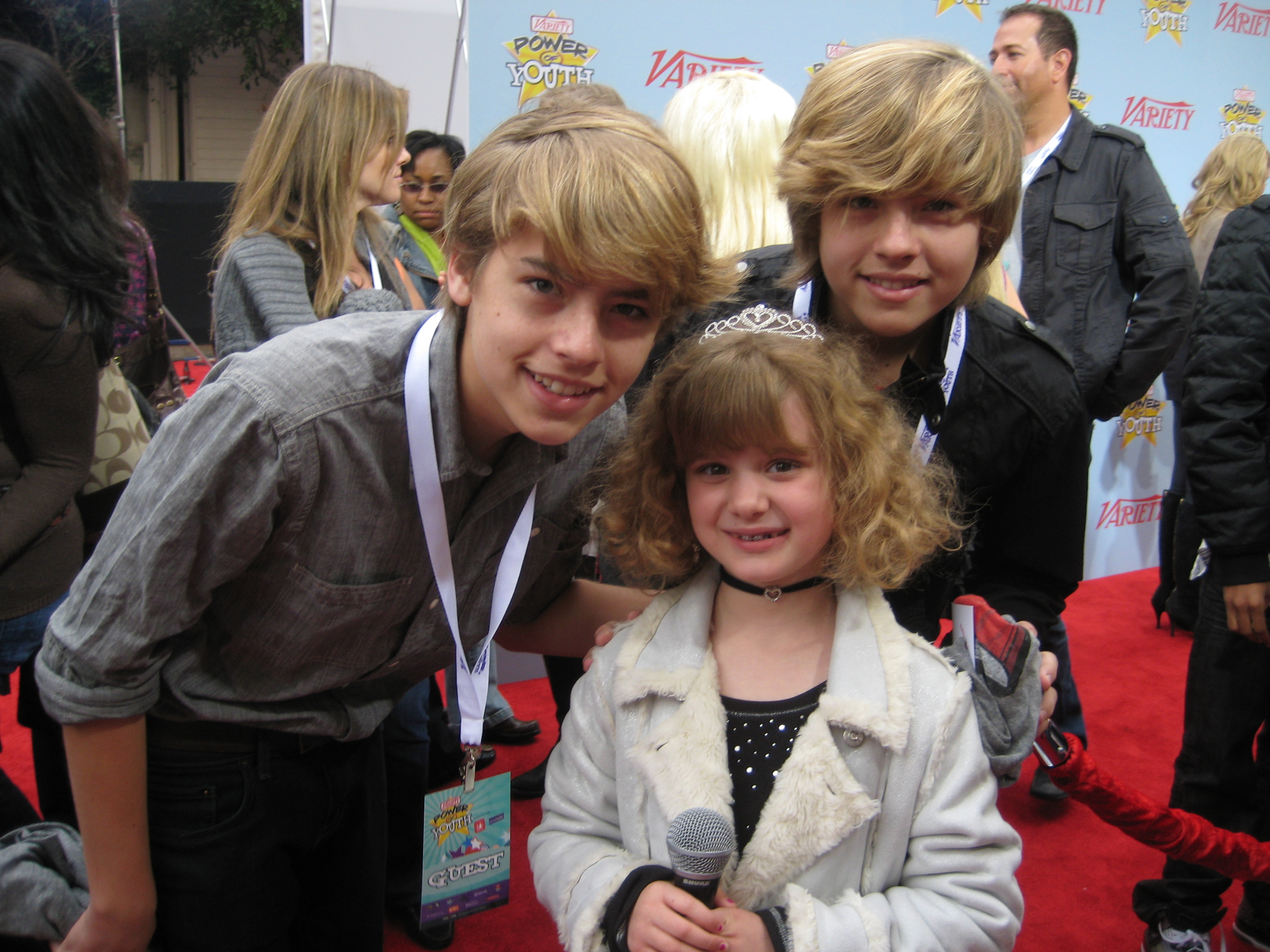
Cole (à esquerda) e Dylan (à direita) Sprouse, com Piper Reese no evento Power of Youth de 2009.

Cole e seu irmão, Dylan, começaram a atuar aos oito meses em um comercial de fraldas, após uma sugestão de sua avó. Grande parte do início da carreira de Sprouse foi compartilhada com seu irmão - alguns de seus primeiros papéis foram compartilhados como um bebê ou criança em comerciais, programas de televisão e filmes. Devido às leis de trabalho infantil na Califórnia, que restringem a quantidade de tempo que as crianças podem ser filmadas em um dia, a escolha de gêmeos em um único papel permite mais tempo para que um personagem seja filmado. Alguns papéis notáveis que ele compartilhou com seu irmão incluem os personagens de Patrick Kelly na comédia Grace Under Fire, de 1993 a 1998, Julian no filme de 1999, Big Daddy, e o jovem Pistachio Disguisey em The Master of Disguise, de 2002. Em 2001, Cole começou a aparecer em episódios do seriado de televisão da NBC Friends, como o filho de Ross Geller, Ben; esse papel foi seu primeiro papel em que ele não apareceu com seu irmão. À medida que ele e seu irmão cresceram, eles começaram a assumir mais papéis como personagens separados, mas muitas vezes ainda trabalhavam nos mesmos projetos. Seu primeiro papel como personagens separados na mesma produção foi como crianças em um esboço do MADtv. Sprouse interpretou Cody Martin na série de 2005 original do Disney Channel, The Suite Life of Zack & Cody ao lado de seu irmão; ele reprisou o papel na obra derivada de 2008, The Suite Life on Deck e seu filme relacionado.
Em 9 de fevereiro de 2016, Sprouse foi escalado como Jughead Jones na série de drama adolescente da CW Riverdale, baseada nos personagens da Archie Comics. A série estreou em 26 de janeiro de 2017.
Em 2019, Sprouse estrelou Five Feet Apart, um drama romântico que foi lançado em março e teve um bom desempenho nas bilheterias. Ele interpreta um paciente com fibrose cística que se apaixona por uma garota (interpretado por Haley Lu Richardson)  com a mesma doença. Foi seu segundo papel principal em um grande filme teatral, 20 anos após seu primeiro, Big Daddy. Sprouse produzirá e estrelará o podcast de oito episódios Borrasca, que está programado para estrear em 2020.

## Filmografia

### Cinema
| Ano  | Título                                            | Papel                       | Notas                     | Ref.          |
| ---- | ------------------------------------------------- | --------------------------- | ------------------------- | ------------- |
| 1999 | Big Daddy                                         | Julian McGrath              |                           | [ 27 ]        |
| 1999 | The Astronaut's Wife                              | Gêmeo                       |                           | [ 39 ]        |
| 2001 | Diary of a Sex Addict                             | Sammy Jr.                   | Diretamente em vídeo      | [ 40 ]        |
| 2001 | I Saw Mommy Kissing Santa Claus                   | Justin Carver               |                           | [ 40 ]        |
| 2002 | The Master of Disguise                            | Pistachio Disguisey (jovem) |                           | [ 28 ]        |
| 2002 | Eight Crazy Nights                                | Soldado de brinquedo        | Voz                       | [ 41 ]        |
| 2003 | Apple Jack                                        | Jack Pyne                   | Curta-metragem            | [ 40 ]        |
| 2003 | Just for Kicks                                    | Cole Martin                 | Diretamente em vídeo      | [ 42 ]        |
| 2004 | The Heart Is Deceitful Above All Things           | Jeremiah (mais velho)       |                           | [ 40 ]        |
| 2006 | Holidaze: The Christmas That Almost Didn't Happen | Criança                     | Voz; Diretamente em vídeo | [ 43 ]        |
| 2007 | A Modern Twain Story: The Prince and the Pauper   | Eddie Tudor                 |                           | [ 44 ]        |
| 2008 | The Kings of Appletown                            | Clayton                     |                           | [ 40 ]        |
| 2010 | Kung-Fu Magoo                                     | Brad Landry                 | Diretamente em vídeo      | [ 45 ]        |
| 2019 | Five Feet Apart                                   | Will Newman                 |                           | [ 35 ] [ 36 ] |
| 2022 | Moonshot                                          | Walt                        |                           | [ 46 ]        |
| ASA  | Undercover                                        | Ben                         |                           | [ 47 ]        |

### Televisão
| Ano       | Título                          | Papel                                  | Notas                                                                     | Ref.          |
| --------- | ------------------------------- | -------------------------------------- | ------------------------------------------------------------------------- | ------------- |
| 1993–1998 | Grace Under Fire                | Patrick Kelly                          |                                                                           | [ 27 ]        |
| 1998      | MADtv                           | Criança                                | 2 episódios                                                               | [ 29 ]        |
| 2000–2002 | Friends                         | Ben Geller                             | Personagem recorrente; 7 episódios (creditato como Cole Mitchell Sprouse) | [ 29 ] [ 30 ] |
| 2001      | The Nightmare Room              | Buddy                                  | Episódio: "Scareful What You Wish For"                                    | [ 40 ]        |
| 2001      | That '70s Show                  | Billy                                  | Episode: "Eric's Depression"                                              | [ 48 ]        |
| 2005–2008 | The Suite Life of Zack & Cody   | Cody Martin                            |                                                                           | [ 31 ] [ 32 ] |
| 2006      | The Emperor's New School        | Zim                                    | Voz; episódio: "Oops, All Doodles/Chipmunky Business"                     | [ 49 ]        |
| 2006      | That's So Raven                 | Cody Martin                            | Episódio: "Checkin' Out"                                                  | [ 50 ]        |
| 2008      | According to Jim                | Ele mesmo                              | Episódio: "I Drink Your Milkshake"                                        | [ 51 ]        |
| 2008–2011 | The Suite Life on Deck          | Cody Martin                            |                                                                           | [ 31 ] [ 32 ] |
| 2009      | Os Feiticeiros de Waverly Place | Cody Martin                            | Episódio: "Cast-Away (To Another Show)"                                   | [ 51 ] [ 52 ] |
| 2009      | Hannah Montana                  | Cody Martin                            | Episode: "Super(stitious) Girl"                                           | [ 53 ]        |
| 2010      | I'm in the Band                 | Cody Martin                            | Episódio: "Weasels on Deck"                                               | [ 54 ] [ 55 ] |
| 2011      | The Suite Life Movie            | Cody Martin                            | Telefilme                                                                 | [ 31 ] [ 32 ] |
| 2012      | So Random!                      | Ele mesmo                              | Episode: "Cole and Dylan Sprouse"                                         | [ 56 ]        |
| 2017–2023 | Riverdale                       | Forsythe Pedlenton Jones III (Jughead) |                                                                           | [ 33 ]        |
| 2017–2023 | Riverdale                       | Forsythe Pedlenton Jones II (F.P.)     | Episódio: “Clube da Meia-noite”                                           |               |
| 2020      | Borrasca                        | Sam Walker                             |                                                                           |               |

## Prêmios e indicações
| Ano  | Premiação                        | Categoria                                                                     | Trabalho                      | Resultado | Ref.                 |
| ---- | -------------------------------- | ----------------------------------------------------------------------------- | ----------------------------- | --------- | -------------------- |
| 1999 | YoungStar Awards                 | Melhor performance de um jovem ator em um filme de comédia                    | Big Daddy                     | Indicado  | [ 57 ]               |
| 2000 | Blockbuster Entertainment Awards | Ator Coadjuvante Favorito — Comédia                                           | Big Daddy                     | Indicado  | [ 58 ] [ 59 ]        |
| 2000 | Prêmios MTV Movie & TV           | Melhor dupla (com Dylan Sprouse e Adam Sandler)                               | Big Daddy                     | Indicado  | [ 60 ] [ 61 ]        |
| 2000 | Young Artist Awards              | Melhor performance em um longa-metragem — jovem ator com dez anos ou menos    | Big Daddy                     | Indicado  | [ 62 ]               |
| 2006 | Young Artist Awards              | Melhor performance de uma série de TV (comédia ou drama) — protagonista jovem | The Suite Life of Zack & Cody | Indicado  | [ 63 ]               |
| 2007 | Kids' Choice Awards              | Ator de televisão favorito                                                    | The Suite Life of Zack & Cody | Indicado  | [ 64 ] [ 65 ]        |
| 2007 | Young Artist Awards              | Melhor performance de uma série de TV (comédia ou drama) — protagonista jovem | The Suite Life of Zack & Cody | Indicado  | [ 66 ] [ 67 ]        |
| 2008 | Kids' Choice Awards              | Ator de televisão favorito                                                    | The Suite Life of Zack & Cody | Indicado  | [ 68 ] [ 69 ]        |
| 2009 | Kids' Choice Awards              | Ator de televisão favorito                                                    | The Suite Life of Zack & Cody | Indicado  | [ 70 ] [ 71 ]        |
| 2010 | Kids' Choice Awards              | Ator de televisão favorito                                                    | The Suite Life on Deck        | Indicado  | [ 72 ] [ 73 ]        |
| 2011 | Kids' Choice Awards              | Ator de televisão favorito                                                    | The Suite Life on Deck        | Indicado  | [ 74 ] [ 75 ]        |
| 2017 | Shorty Awards                    | Melhor ator                                                                   | —                             | Indicado  | [ 76 ] [ 77 ]        |
| 2017 | Prêmios Teen Choice              | Melhor ator em série dramática                                                | Riverdale                     | Venceu    | [ 78 ]               |
| 2017 | Prêmios Teen Choice              | Melhor Casal (com Lili Reinhart)                                              | Riverdale                     | Venceu    | [ 78 ]               |
| 2018 | People's Choice Awards           | Melhor ator de televisão                                                      | Riverdale                     | Indicado  | [ 79 ]               |
| 2018 | Prêmio Saturno                   | Melhor Performance de um Jovem Ator em uma Série Televisiva                   | Riverdale                     | Indicado  | [ 3 ] [ 4 ]          |
| 2018 | Prêmios Teen Choice              | Melhor ator em série dramática                                                | Riverdale                     | Venceu    | [ 80 ] [ 81 ] [ 82 ] |
| 2018 | Prêmios Teen Choice              | Melhor Beijo (com Lili Reinhart)                                              | Riverdale                     | Venceu    | [ 80 ] [ 81 ] [ 82 ] |
| 2018 | Prêmios Teen Choice              | Gato do Ano                                                                   | Ele mesmo                     | Venceu    | [ 80 ] [ 81 ] [ 82 ] |
| 2018 | Prêmios Teen Choice              | Melhor Casal (com Lili Reinhart)                                              | Riverdale                     | Venceu    | [ 80 ] [ 81 ] [ 82 ] |
| 2019 | People's Choice Awards           | Melhor ator de filme de drama                                                 | Five Feet Apart               | Venceu    | [ 83 ] [ 84 ]        |
| 2019 | People's Choice Awards           | Melhor ator de televisão                                                      | Riverdale                     | Venceu    | [ 83 ] [ 84 ]        |
| 2019 | Prêmio Saturno                   | Melhor Performance de um Jovem Ator em uma Série Televisiva                   | Riverdale                     | Indicado  | [ 5 ]                |
| 2019 | Prêmios Teen Choice              | Melhor ator em filme dramático                                                | Five Feet Apart               | Indicado  | [ 85 ] [ 86 ]        |
| 2019 | Prêmios Teen Choice              | Melhor ator em série dramática                                                | Riverdale                     | Venceu    | [ 85 ] [ 86 ]        |
| 2019 | Prêmios Teen Choice              | Melhor Casal (com Lili Reinhart)                                              | Riverdale                     | Venceu    | [ 85 ] [ 86 ]        |
| 2020 | People's Choice Awards           | Ator em Série de Drama do Ano                                                 | Riverdale                     | Indicado  | [ 87 ]               |
| 2020 | People's Choice Awards           | Ator de Televisão do Ano                                                      | Riverdale                     | Venceu    | [ 87 ]               |

## Discografia
- “A Dream Is a Wish Your Heart Makes”, DisneyMania 4 (2005)
- “A Dream Is a Wish Your Heart Makes”, Princess DisneyMania (2008)